# 알렉산드르 드보르니코프
알렉산드르 블라디미로비치 드보르니코프(러시아어: Александр Владимирович Дворников, 1961년 8월 22일~)는 러시아 육군 대장이자 러시아 연방영웅이다.
우수리스크에서 태어나 우수리스크에 있는 수보로프 군사 학교를 졸업한 후 1978년에 소련군에 입대했다. 드보르니코프는 모스크바 고등군사령부학교에 입학해 4년 후 졸업했으며, 그 후 극동군관구에서 복무했다. 그 후 미하일 프룬제 군사 대학에서 공부했으며 1991년에 졸업했다. 드보르니코프는 주동독 소련군에 파견되어 제6근위 자동차 소총 여단에서 대대 사령관으로 복무하였다.
1990년대 후반에는 제10근위 전차 사단과 제2근위 자동차 소총 사단에서 연대를 지휘했다. 드보르니코프는 북캅카스 군사 지구에서 참모장이 된 후 전동소총 사단의 사령관이 되었다. 합동군사참모대학교를 졸업한 후 제36군 부사령관 겸 참모장이 되었다. 2008년, 드보르니코프는 제5적기군을 지휘했다.
동부군관구 부사령관을 지낸 후, 드보르니코프는 중부군관구의 참모장이 되어 한 달 동안 사령관 권한대행을 지냈다. 2015년 9월, 드보르니코프는 러시아군의 시리아 내전 개입이 시작되었을 때 시리아 주둔 러시아군의 첫 번째 사령관이 되었다. 드보르니코프는 러시아군의 시리아 내전 개입을 주도한 공로로 러시아 연방영웅 칭호를 받았고, 2016년 9월에 남부군관구 사령관에 임명되었다.

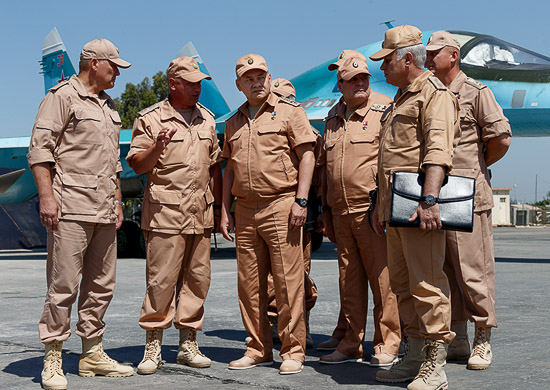
2016년 6월 18일, 흐메이밈 공군기지에서 함께한 드보르니코프(왼쪽에서 두 번째), 세르게이 쇼이구 러시아 국방장관, 다른 러시아인 고문들.

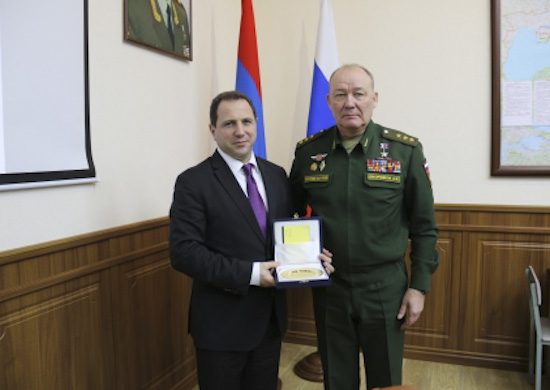
2019년 2월 9일, 다비트 토노얀 아르메니아 국방장관과 만난 드보르니코프.

드보르니코프는 2020년 7월, 푸틴 대통령의 법령에 따라 육군 대장으로 진급했다. 2022년 4월, 그는 2022년 러시아의 우크라이나 침공에서 러시아군의 군사 작전을 총괄하게 되었다.